# James Hamilton, 5. Duke of Abercorn

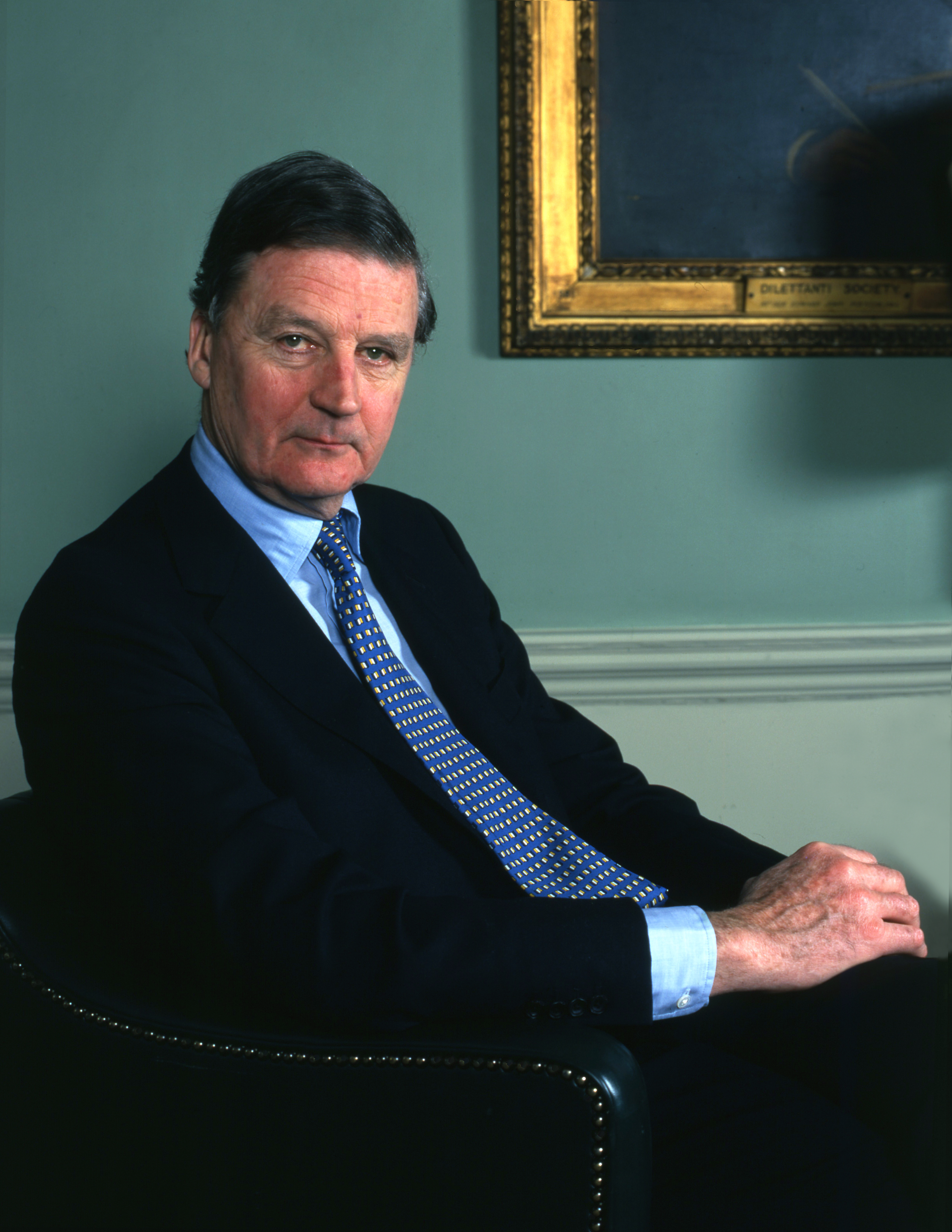
James Hamilton, 5. Duke of Abercorn in einem Porträt von Allan Warren

Wappen des Duke of Abercorn

James Hamilton, 5. Duke of Abercorn KG (* 4. Juli 1934 in London) ist ein britischer Adliger und Politiker und war von 2001 bis 2009 Lord Steward of the Household.

## Leben
James Hamilton ist der ältere Sohn des James Hamilton, 4. Duke of Abercorn, aus dessen Ehe mit Lady Mary Kathleen Crichton. Er wurde am Eton College und am Royal Agricultural College in Cirencester ausgebildet. Seit dem Tod seines Großvaters, 1953, führte er als Heir apparent seines Vaters den Höflichkeitstitel Marquess of Hamilton. Er folgte seinem Vater 1979 als Duke of Abercorn.
Von 1964 bis 1970 war der spätere Duke Abgeordneter der Ulster Unionist Party im House of Commons für den Wahlkreis „Fermanagh und South Tyrone“. Beim Tod seines Vaters erbte er 1979 dessen Adelstitel als Duke of Abercorn. Er wurde dadurch Mitglied des House of Lords und hatte diesen Parlamentssitz bis zum House of Lords Act 1999 inne. Sein Vater hinterließ ihm umfangreiche Ländereien, wodurch er einer der größten Grundbesitzer Nordirlands ist. Sein Familiensitz ist Baronscourt in Newtownstuart bei Omagh.
Seit 1999 ist er Knight Companion und seit dem 17. Oktober 2012 auch Kanzler des Hosenbandordens.

## Ehe und Nachkommen
1966 heiratete er Alexandra Anastasia Phillips (1946–2018), Tochter des Harold Phillips, mit der er folgende Kinder hat:
- James Harold Charles Hamilton, Marquess of Hamilton (* 1969);
- Lady Sophia Alexandra Hamilton (* 1973) ⚭ Anthony Loyd;
- Lord Nicholas Edward Hamilton (* 1979) ⚭ Tatiana Kronberg.